# Coppa Bernocchi 2023
La 104.ª edición de la clásica ciclista Coppa Bernocchi se celebró en Italia el 2 de octubre de 2023 sobre un recorrido de 186,65 kilómetros con inicio en Parabiago y final en la ciudad de Legnano en la región de Lombardía.
La carrera formó parte del UCI ProSeries 2023, calendario ciclístico mundial de segunda división, y fue ganada por el belga Wout van Aert del Jumbo-Visma. Completaron el podio, como segundo y tercer clasificado respectivamente, los italianos Vincenzo Albanese del EOLO-KOMETA y Andrea Bagioli del Soudal Quick-Step.

## Equipos participantes
Tomaron parte en la carrera 24 equipos: 13 de categoría UCI WorldTeam invitados por la organización, 8 de categoría UCI ProTeam y 3 de categoría Continental. Formaron así un pelotón de 166 ciclistas de los que acabaron 78. Los equipos participantes fueron:
| WorldTeams (13)- AG2R Citroën Team - Alpecin-Deceuninck - Astana Qazaqstan Team - Bora-Hansgrohe - Cofidis - Groupama-FDJ - Intermarché-Circus-Wanty - Jumbo-Visma - Lidl-Trek - Movistar Team - Soudal Quick-Step - Team Jayco AlUla - UAE Team Emirates ProTeams (8)- Bingoal WB - Eolo-Kometa - Green Project-Bardiani CSF-Faizanè - Israel-Premier Tech - Lotto Dstny - Q36.5 Pro Cycling Team - Team Corratec-Selle Italia - TotalEnergies Equipos continentales (3)- Beltrami TSA-Tre Colli - Biesse-Carrera - GW Shimano-Sidermec |
| |

## Clasificación final
- La clasificación finalizó de la siguiente forma:[2]

| \| Clasificación general \| Clasificación general \| Clasificación general \| Clasificación general \| Clasificación general \| \| Ciclista \| Ciclista \| Equipo \| Tiempo \| \| \| --------------------- \| --------------------- \| --------------------- \| --------------------- \| --------------------- \| \| 1.º \| Wout van Aert \| Jumbo-Visma \| 4 h 09 min 52 s \| \| \| 2.º \| Vincenzo Albanese \| Eolo-Kometa \| + 0 s \| \| \| 3.º \| Andrea Bagioli \| Soudal Quick-Step \| + 0 s \| \| \| 4.º \| Marc Hirschi \| UAE Team Emirates \| + 0 s \| \| \| 5.º \| Fausto Masnada \| Soudal Quick-Step \| + 0 s \| \| \| 6.º \| Tiesj Benoot \| Jumbo-Visma \| + 2 s \| \| \| 7.º \| Christian Scaroni \| Astana Qazaqstan Team \| + 5 s \| \| \| 8.º \| Julian Alaphilippe \| Soudal Quick-Step \| + 11 s \| \| \| 9.º \| Jan Tratnik \| Jumbo-Visma \| + 14 s \| \| \| 10.º \| Ion Izagirre \| Cofidis \| + 1 min 30 s \| \| |                    |                       |                 |
| |                    |                       |                 |
| Fuente: ProCyclingStats |                    |                       |                 |
| Clasificación general |                    |                       |                 |
| Ciclista | Ciclista           | Equipo                | Tiempo          |
| 1.º | Wout van Aert      | Jumbo-Visma           | 4 h 09 min 52 s |
| 2.º | Vincenzo Albanese  | Eolo-Kometa           | + 0 s           |
| 3.º | Andrea Bagioli     | Soudal Quick-Step     | + 0 s           |
| 4.º | Marc Hirschi       | UAE Team Emirates     | + 0 s           |
| 5.º | Fausto Masnada     | Soudal Quick-Step     | + 0 s           |
| 6.º | Tiesj Benoot       | Jumbo-Visma           | + 2 s           |
| 7.º | Christian Scaroni  | Astana Qazaqstan Team | + 5 s           |
| 8.º | Julian Alaphilippe | Soudal Quick-Step     | + 11 s          |
| 9.º | Jan Tratnik        | Jumbo-Visma           | + 14 s          |
| 10.º | Ion Izagirre       | Cofidis               | + 1 min 30 s    |

## Ciclistas participantes y posiciones finales
Convenciones:
- AB-N: Abandono en la etapa "N"
- FLT-N: Retiro por llegada fuera del límite de tiempo en la etapa "N"
- NTS-N: No tomó la salida para la etapa "N"
- DES-N: Descalificado o expulsado en la etapa "N"

## UCI World Ranking
La Coppa Bernocchi otorgó puntos para el UCI World Ranking para corredores de los equipos en las categorías UCI WorldTeam, UCI ProTeam y Continental. Las siguientes tablas son el baremo de puntuación y los diez corredores que obtuvieron más puntos:
| Posición              | 1.º | 2.º | 3.º | 4.º | 5.º | 6.º | 7.º | 8.º | 9.º | 10.º | 11.º | 12.º | 13.º | 14.º | 15.º | 16.º-30.º | 31.º-40.º |
| Clasificación general | 200 | 150 | 125 | 100 | 85  | 70  | 60  | 50  | 40  | 35   | 30   | 25   | 20   | 15   | 10   | 5         | 3         |

| Clasificación |                    |                   |         |
| Posición      | Ciclista           | Equipo            | General |
| ------------- | ------------------ | ----------------- | ------- |
| 1.º           | Wout van Aert      | Jumbo-Visma       | 200     |
| 2.º           | Vincenzo Albanese  | EOLO-KOMETA       | 150     |
| 3.º           | Andrea Bagioli     | Soudal Quick-Step | 125     |
| 4.º           | Marc Hirschi       | UAE Emirates      | 100     |
| 5.º           | Fausto Masnada     | Soudal Quick-Step | 85      |
| 6.º           | Tiesj Benoot       | Jumbo-Visma       | 70      |
| 7.º           | Christian Scaroni  | Astana Qazaqstan  | 60      |
| 8.º           | Julian Alaphilippe | Soudal Quick-Step | 50      |
| 9.º           | Jan Tratnik        | Jumbo-Visma       | 40      |
| 10.º          | Ion Izagirre       | Cofidis           | 35      |